# 금수강산 (잡지)
금수강산(錦繡江山)은 조선민주주의인민공화국에서 발간하는 월간 잡지이다.
1988년부터 발간되기 시작한 이 잡지는 평양직할시 대동강구역에 있는 '오늘의 조국사'에서 발행하는 것으로 알려졌고 쪽 수는 60페이지이다.
화보잡지인 금수강산은 컬러사진과 함께 흑백사진도 번갈아 게재하고 있으며, 사회주의체제에서 행복하게 살아가는 주민들의 일상생활을 전하고 있다.
대부분 조선민주주의인민공화국에서 발행하는 《천리마》나 조선로동당 기관지 《근로자》는 정치적인 성격을 가지고 있지만, 이 잡지는 건강상식과 민속요리, 또 위인소개와 개인이 신청한 편지나 수필들을 싣고 있어서, 다른 잡지보다 성격이 훨씬 부드럽다.
지금도 발행되고 있는 금수강산은 조선민주주의인민공화국의 인민대학습당이나 대학교 도서관에서 열람할 수 있으며, 호텔이나 여관에서도 구매가 가능하다. 그리고 출판물들을 해외 외국인들이 쉽게 읽을 수 있도록 번역하는 조선출판물수출입사라는 기업을 통해서 온라인판매가 이루어지고 있다.
한편, 금수강산은 러시아어, 영어, 중국어로도 번역하고 발행되며, 최근 프랑스어로 번역된 바가 있다.